# Радзивилл, Александр Доминик
Александр Доминик Радзивилл (29 февраля 1808  — 10 октября 1859) — польский аристократ, военный в Австрийской империи. Основатель Галицкой ветви Радзивиллов.

## Биография
Родился 29 февраля 1808 года в Граце (по другим данным 27 февраля 1807 года в Несвиже). Считался незаконнорождённым, так как его родители не получили ещё развода с первыми супругами, и потерял права на княжеский титул и семейные  ординации — Несвижскую и Олыкскую ординации, которые по указу Александра I были переданы князю Антонию Генриху Радзивиллу.
После смерти отца в 1813 году воспитывался в Вене, где и получил образование. Мать изредка навещала сына. 
Выбрал карьеру военного.
Лишь в 1822 году австрийские власти подтвердили права Александера Доминика на княжеский титул и применение фамилии Радзивилл, но это не было признано российской стороной .
Впоследствии перебрался в Галицию, где прожил большую часть жизни. 
Продолжал судиться за семейные имения. В 1833 году Лев Петрович Витгенштейн, как вдовец Стефании, сестры Александра Доминика, выплатил ему отступные в размере 300 тыс. рублей.
Умер в 1859 году в Дёблинге, одном из районов Вены.

## Брак и дети
31 мая 1838 года в Вене женился на Розе Жозефине Хитль (1819-1865). Их дети: 
- Антонина Леонида (1841-1908), замужем за Яном Юзефом Валенти Корвин из герба Слеповрона (1839–1894), сын Мечислав (1864-1908)
- Людвиг Александр (1847-1912), женат на Антонине Валерии Цигенберг-Орловской (1850-1877), сын Александр Фредерик (1869-1929)
- Александра (1850-?)
- Стефания (1850-?)
- Александр Сергиуш (1851-1906), женат на Эльжбете Кавриани цу Унтер-Вальтерсдорф (1852-1931), дочь Иоанна (1884-1902)